# Pheucticus chrysogaster
El picogrueso ventriamarillo (Pheucticus chrysogaster), también denominado picogordo amarillo, o piquigrueso de vientre amarillo y guiragchuro, de unos 21 cm de longitud, es una especie de ave paseriforme de la familia Cardinalidae que habita en bosques y selvas de montaña del norte y noroeste de América del Sur.

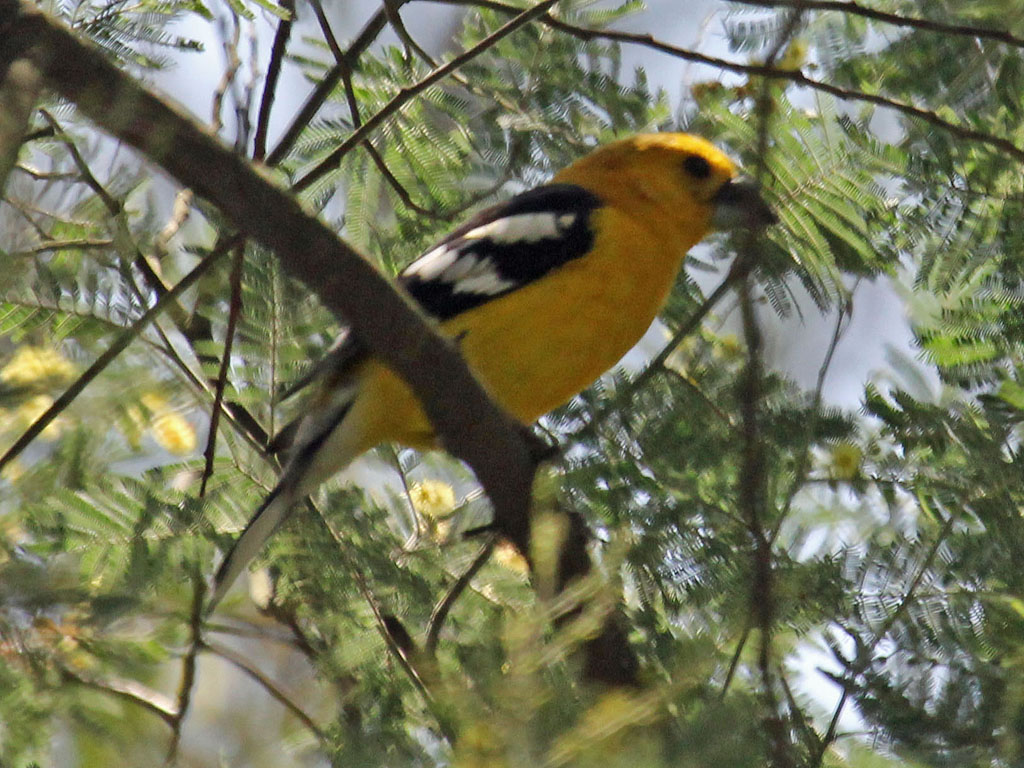
Pheucticus chrysogaster macho, en la cascada Peguche, en Ecuador.

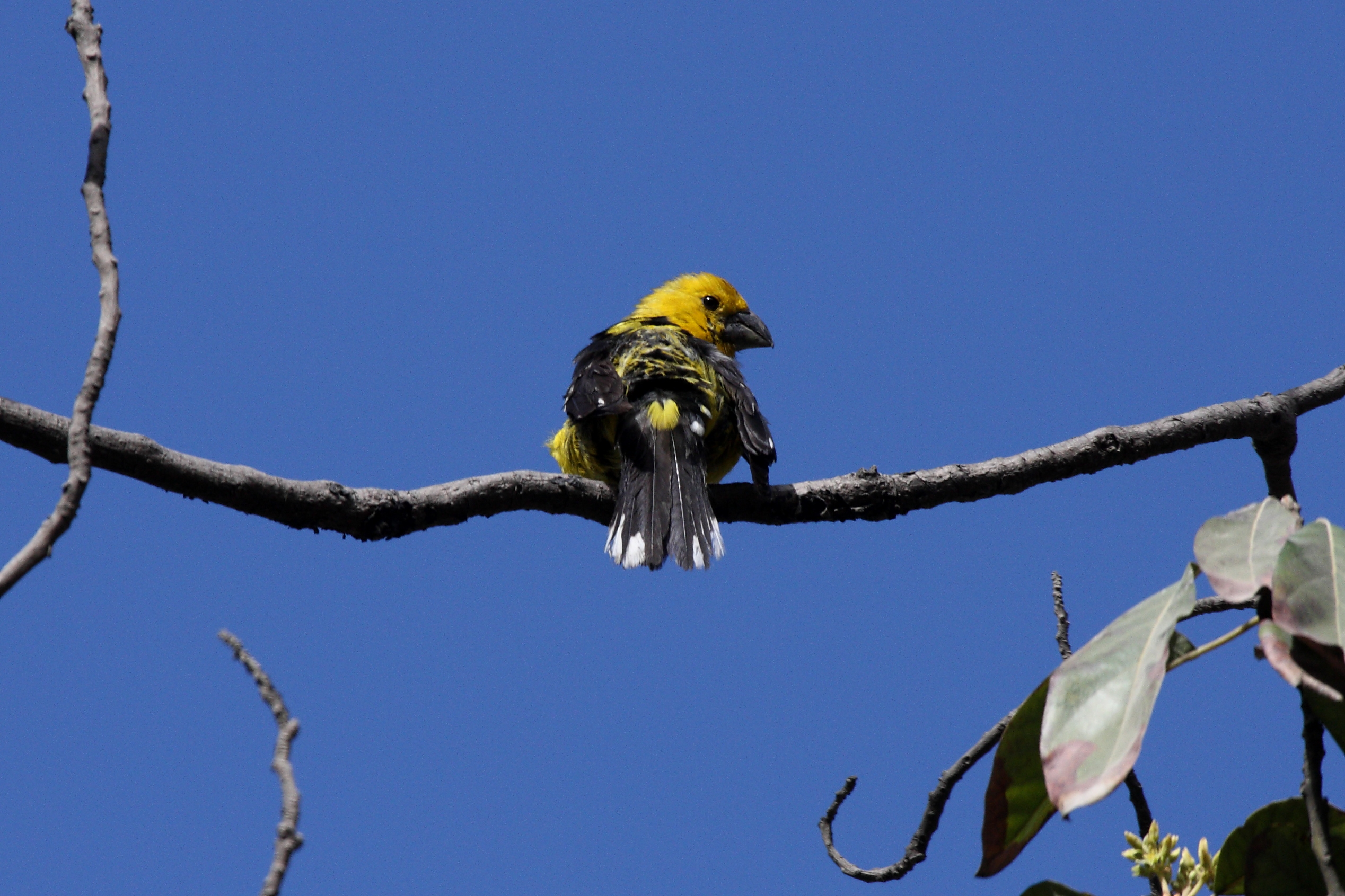
Pheucticus chrysogaster.

## Distribución y hábitat
Se extiende desde Venezuela y Trinidad y Tobago, pasando por Colombia y Ecuador, hasta el Perú. Se alimentan de semillas, frutos, y brotes. Por su potente canto y atractivo colorido son frecuentemente capturados para ser comercializados en el mercado de aves de jaula.

## Taxonomía
Esta especie fue descrita originalmente por el cirujano, botánico, y naturalista francés René Primevère Lesson en el año 1832, bajo el nombre científico de: Pitylus chrysogaster. Su localidad tipo fue erróneamente referida a: «Chile», cuando en realidad era: «Quito, Ecuador».
Fue considerado conespecífico de Pheucticus tibialis y Pheucticus chrysopeplus.

### Subespecies
Esta especie se subdivide en 2 subespecies:
- Pheucticus chrysogaster laubmanni Hellmayr & Seilern, 1915 - Habita en el norte de Colombia, en la Sierra Nevada de Santa Marta, en la sierra de Perijá, y en el norte de Venezuela, en Aragua, Miranda, Caracas, y Lara. Posiblemente también en el sur de Sucre y el norte de Monagas.
- Pheucticus chrysogaster chrysogaster (Lesson, 1832) - Habita en los Andes desde Nariño, en el sudoeste de Colombia, hasta Puno y Arequipa en el sur del Perú, con algunas poblaciones en la región costera del norte y centro peruano.